# Aulnois-sous-Laon
Aulnois-sous-Laon é uma comuna francesa na região administrativa de Altos da França, no departamento de Aisne. Estende-se por uma área de 10,01 km². Em 2010 a comuna tinha 1 434 habitantes (densidade: 143,3 hab./km²).